# 신천박물관
신천박물관(信川博物館)은 조선민주주의인민공화국의 황해남도 신천군에 1960년 6월 25일 건립된 역사 박물관이다.
본래 1947년 신천군 인민위원회 건물로 지어졌다가 한국 전쟁 중 미군이 점령하여 미군 사령부로 사용한 곳이다. 2003년의 기록에 의하면 1관 16호실, 2관 3호실 등 2개 건물 총 19개의 전시실을 갖추고 있다.
신천 지역은 한국 전쟁 중 미군이 전체 군민 수의 4분의 1에 이르는 3만 5천 383명을 학살했다는 곳으로, '죽음의 땅', '원한의 땅'으로 불린다. 북한에서는 김일성의 지시에 따라 한국 전쟁 발발 10주년이 되는 날 이 곳에 신천박물관을 개관하고 반미교양의 장으로 활용하고 있다.
학살이 일어난 기간은 박물관 측의 주장에 따르면 1950년 10월 17일부터 12월 7일까지 50여일 동안이며, 희생자 3만여 명 가운데 어린이, 노인, 부녀자가 1만 6천 234명으로 집계되어 있다. 미군이 길거리에서 사람들의 목을 작두로 잘라 살해하고, 어린이와 부녀자들을 창고에 가둬 아사시키거나 질식시키고 불태웠으며, 잔인하게 고문해 죽이기도 했다는 주장이다.
신천박물관에는 학살 관련 유물과 자료, 폭격 피해, 세균전 및 화학전에 대한 자료 수천 점이 전시되어 있다. 민간인들이 불태워져 학살된 장소로 주장하는 방공호와 '400 어머니묘', '102 어린이묘'와 같은 희생자들의 합장묘가 조성되어 있으며, 생존자의 증언도 들을 수 있다. 북한의 대표적인 반미교육장이므로 반미 성토모임이나 결의모임 등 관련 행사가 열리는 곳이기도 하다.
김정일은 1998년 11월 이 박물관을 방문하여, 일부에서 "미 제국주의자의 야수성과 악랄성, 잔인성, 교활성"을 잘 인식하지 못하고 있다고 지적하고, 신천박물관이 인민의 미국에 대한 "불타는 증오심과 비타협적인 투쟁정신"을 기르는 역할을 해야 한다고 지시한 바 있다.

## 같이 보기
- 신천군 사건
- 반미주의
- 조국해방전쟁승리기념관

## 참고자료
- “北, 기관ㆍ단체별 반미반일 교육 강화”. 조선일보 (연합뉴스 인용). 2005년 5월 16일. 2008년 1월 16일에 확인함.[깨진 링크(과거 내용 찾기)]
- “北 신천박물관은 '반미 성토장'”. 조선일보 (연합뉴스 인용). 2006년 6월 24일. 2008년 1월 16일에 확인함.[깨진 링크(과거 내용 찾기)]
- 김보근 (2003년 8월 6일). “어린애도 어머니도 참혹히 죽어간 1950년 비극 생생”. 한겨레. 2008년 1월 16일에 확인함.[깨진 링크(과거 내용 찾기)]
- 김병기 (2001년 4월 11일). “큰 딸 이름은 '복수' 둘째 아들은 '하' 셋째 딸은 '리라' - 이 재미목사가 남북을 오가는 까닭은...”. 오마이뉴스. 2008년 1월 16일에 확인함.
- “반미교양，계급교양　거점－신천박물관/소개”. 조선중앙통신. 1998년 11월 26일.